# Гаарец
«Гаа́рец» (ивр. הארץ‎ — Страна), или «Ха-Арец», — старейшая ежедневная израильская газета, выходит на иврите и английском. Изначально носила название «Хадшот ха-арец» (ивр. חדשות מהארץ‎ — «Новости страны»). Основана британской администрацией Подмандатной Палестины в 1918 году. В 1919 стала выразителем взглядов сионистов-социалистов, эмигрировавших из России, а в 1937 году куплена семьёй Шокен.

## Общая информация
Выходит параллельно на иврите и английском языке в формате Берлинер. Английское издание продаётся совместно с International Herald Tribune. Обе версии представлены в интернете. В Северной Америке «Гаарец» выходит как еженедельник, комбинируя статьи пятничного выпуска с обзором новостей остальной части недели.
По сравнению с другими крупными газетами в Израиле, «Гаарец» использует меньшие по размеру и длине заголовки и шрифты. Меньше места занято иллюстрациями, больше — аналитикой. Его редакционные статьи, и главное, op-ed, размещающееся на второй странице, считаются наиболее влиятельными среди представителей власти и верхних социальных слоев общества. Помимо новостей, «Гаарец» публикует тематические статьи по социально-экономическим и экологическим вопросам, а также книжные и театральные обозрения, журналистские расследования и политические комментарии.
Основная часть тиража распространяется по подписке, и в этом тоже отличие от остальных израильских газет. У издания на иврите 65 000 подписчиков, у английского — 15 000. По отчётам самой газеты на основе оплаты подписчиков сообщается, что её тираж составляет 65 000, ежедневно продаётся 72 000 экземпляров и по выходным 100 000 экземпляров газеты.
Основную массу читателей составляет интеллигенция и политические и экономические элиты Израиля. Статистические исследования газетного рынка Израиля показали, что «вероятность того, что человек читает „Гаарец“, повышается с доходом и общественным положением».

## Редакционная политика

### Политическая позиция
«Гаарец» позиционирует себя как «либеральное» издание в отношении как внутренних, так и международных дел. Ряд источников называют её «либеральной», другие — «левой» и «крайне левой».
В апреле 2002 года писательница Ирит Линур написала открытое письмо в «Гаарец», в котором писала, что антисионизм газеты стал «тупым и злобным». Линур пришла к выводу, что Государство Израиль вызывает у руководства газеты отвращение. Она решила отменить подписку на газету, которая всячески пыталась заставить её стыдиться своего сионизма, патриотизма и интеллекта. Издатель газеты Амос Шокен ответил на письмо и отрицал, что «Гаарец» поддерживает отказ от воинской службы и является антисионистской газетой.
В мае 2005 года Амос Шокен опубликовал в своей газете статью, в которой, среди прочего, утверждал, что Израиль стал «государством апартеида». Шокену ответили правовед Амнон Рубинштейн, журналист Дан Маргалит и многие другие. Профессор Рубинштейн отметил, что Шокен ошибается и, ограничивая иммиграцию, Израиль действует в рамках международного права. Дан Маргалит высказал мнение, что Шокен не просто предоставляет свободу деятельности журналистам Гидеону Леви и Амире Хасс, а является лидером медиагруппы и «ведет за собой тех, кто попирает ценности сионизма».
В статье, опубликованной в 2008 году в журнале «Эрец Ахерет», журналист и писатель Гади Тауб описывает тот дух презрения к израильтянам, который, согласно его мнению, царит в газете «Гаарец». Он пишет, что газета продвигает «радикальные антисионистские взгляды, называемые постсионизмом», и отводит центральное место «делигитимации … права евреев на самоопределение». Тауб также подвергает резкой критике готовность издателя газеты Амоса Шокена пересмотреть слова государственного гимна «Хатиква», так как арабскому меньшинству трудно идентифицировать себя с этими словами.
В 2009 году русскоязычный портал «IzRus» опубликовал статью об отношениях министра Авигдора Либермана и некоторых его подчинённых в израильском МИДе. Вследствие этой статьи газета «Гаарец» утверждала, что редакция IzRus действует по указке Либермана и цитировала сотрудников министерства. Портал и его главный редактор подали иск о клевете против газеты, и в соответствии с решением суда газета вынуждена была напечатать опровержение опубликованной ею неверной информации.
Особо острой критике газета «Гаарец» подверглась со стороны еврейского общественного деятеля и публициста Изи Либлера после того, как в декабре 2013 года ею была опубликована статья «Восстание в Варшавском гетто — не было такого». Критика статьи вышла далеко за рамки вопроса искажения истории, и критикуемая статья была объявлена «только одним из примеров безответственной и тенденциозной журналистики газеты „Гаарец“», которая в последние годы «участвует в кампаниях по демонизации Израиля и публикует статьи, поддерживающие BDS». Среди примеров, приводимых Либлером, необоснованные публикации газеты о военных преступлениях, якобы совершённых солдатами ЦАХАЛа, которые были перепечатаны ведущими мировыми СМИ и нанесли ущерб государству. Другой пример — продвижение газетой нарратива, согласно которому подвергаются сомнению существование евреев как нации и связь современных евреев с библейской эпохой. Либлер утверждает, что в прошлом подобный нарратив использовали антисемиты, а в настоящее время его используют арабы, отрицающие связь евреев с Землёй Израиля.
В марте 2014 года издатель «Гаарец» Амос Шокен выступил с нападками на одного из ведущих журналистов этой газеты Ари Шавита. Незадолго до этого Шавит высказал в одной из статей мнение о том, что требование премьер-министра к палестинцам признать Израиль как еврейское государство является справедливым. Шокен отреагировал на это на страницах газеты: «С Шавитом надо свести счёты, он клевещет на левый лагерь…».
Израильский журналист Бен-Дрор Ямини посвятил газете «Гаарец» отдельную главу в своей книге «Индустрия лжи». Он приводит многочисленные примеры опубликованной газетой недостоверной информации, на которую ссылаются западные средства массовой информации и академические публикации. Он также утверждает, что в 1990-х годах «Гаарец» была заслуживающим доверия источником, однако в дальнейшем количество искажённой ею информации возросло. Бен-Дрор пишет, что газета «превратилась в основного экспортера лжи против Израиля», так как в отличие от израильского, зарубежный читатель не знает о том, что «что-то нехорошее случилось с этой важной газетой».
В марте 2017 года газета «Гаарец» опубликовала статью Йоси Кляйна, который выступил с крайне резкими нападками на религиозных сионистов, утверждая, что они хуже Хизбаллы. Статья вызвала шквал критики среди политических деятелей, в частности Авигдор Либерман написал, что «Гаарец» превратилась в трибуну для тех, кто ненавидит Израиль, а её журналисты «обезумели от ненависти ко всему еврейскому и израильскому». Издатель «Гаарец» Амос Шокен выступил в защиту Кляйна, сказав, что он сам писал то же самое шесть лет назад.

### Спорные заявления о войне в Газе (с 2023 года)
18 ноября 2023 года «Гаарец» заявил со ссылкой на анонимный источник в полиции, будто полицейское расследование резни 7 октября 2023 года допускает, что часть жертв погибла от огня вертолёта ЦАХАЛ. Израильская полиция отвергла эти утверждения, сообщив, что её расследование сосредоточено на действиях полиции, а не армии, и не содержит никаких указаний на причинение гражданам какого-либо вреда в результате действий авиации.
7 июля 2024 года «Гаарец» заявил со ссылкой на источники в системе безопасности, что при вторжении из Газы 7 октября 2023 года ЦАХАЛ активировал директиву «Ганнибал», предписав вести огонь по террористам всеми имеющимися силами, чтобы предотвратить их уход с заложниками – даже ценой жизни последних. ЦАХАЛ заявил, что его расследование событий продолжается, и результат будет опубликован.
Палестинская и арабская пресса и политики стали активно ссылаться на заявления «Гаарец» о гибели израильских граждан от огня собственной армии. Так, Палестинская администрация заявила, что расследование израильской полиции показало, будто ЦАХАЛ несёт ответственность за гибель всех 364 жертв резни на музыкальном фестивале Supernova, и что Израиль затем «сфабриковал» медиа-материалы, чтобы оправдать свои действия против ХАМАС. Заявления «Гаарец» цитировались широким кругом антиизраильских и антизападных источников, зачастую в преувеличенном и искажённом виде. Роль «Гаарец» в распространении подобных нарративов навлекла на газету критику.
30 октября 2024 года издатель «Гаарец» Амос Шокен в своем выступлении, организованном совместно с Фондом «Новый Израиль», объявил палестинских боевиков, воюющих с Израилем, «палестинскими борцами за свободу, которых Израиль называет террористами». Он заявил, что правительство Израиля «готово установить жестокий режим апартеида в отношении палестинского населения», и призвал к санкциям против Израиля и израильских поселенцев. Правительство ответило прекращением сотрудничества с газетой. Совладелец газеты Леонид Невзлин отмежевался от скандального высказывания Шокена.

## Влияние
«Гаарец» уступает по тиражу газетам Едиот Ахронот, Маарив и Исраэль хайом. По оценке американского антрополога Ребекки Торстрик, газета оказывает большее, чем конкуренты, влияние на политическую жизнь страны. По оценке израильского историка и политолога Алека Эпштейна, левые авторы газеты «представляют очень узкую группу населения и имеют крайне ограниченное влияние на формирование общественного мнения».

## Главные редакторы газеты
- Моше Гликсон (1922—1939)
- Гершом Шокен (1939—1990)
- Ханох Мармари (1991—2004)
- Давид Ландау (2004—2008)
- Дов Альфон (2008—2011)
- Алуф Бен (2011—Наст вр.)

## Среди авторов газеты
- Рут Альмог — писатель, публицист
- Моше Аренс — колумнист
- Лили Галили — ведущий специалист газеты по русскоязычному населению
- Ави Иссахаров — военный корреспондент
- Наташа Мозговая — глава американского бюро газеты
- Даниэль Рогов — ведущий ресторанный и винный критик в Израиле
- Акива Эльдар — ведущий обозреватель и автор редакционных статей
- Амира Хасс — автор статей по палестинской тематике
- Гидеон Леви — колумнист и автор репортажей по палестинской тематике
- Сайед Кашуа — колумнист

### Комментарии
1. ↑  ХАМАС признан террористической организацией Европейским союзом, Организацией американских государств и властями Аргентины, Австралии, Великобритании, Израиля, Канады, Новой Зеландии, Парагвая, США и Японии. Его деятельность также запрещена в Иордании и Египте.